# 16958 Klaasen
16958 Klaasen è un asteroide areosecante. Scoperto nel 1998, presenta un'orbita caratterizzata da un semiasse maggiore pari a 2,0080476 UA e da un'eccentricità di 0,2879457, inclinata di 41,96360° rispetto all'eclittica.